# 10 CLIPS
『10 CLIPS』（テン クリップス）は、GRAPEVINEのPV集である。2002年9月24日にポニーキャニオンより発売された。

## 概要
- GRAPEVINE2枚目となるPV集。3枚目のアルバム『Here』から4枚目のアルバム『Circulator』のシングル・アルバム曲と、最新シングル「ナツノヒカリ」など、PV全10曲が収録されている。
- VHSとDVDの2種類で発売された。

## 収録曲
1. ふれていたい
2. 風待ち
3. here
4. Reverb
5. B.D.S
ライブビデオクリップでの収録。
6. 羽根
7. ナツノヒカリ
8. discord
9. Our Song
10. ドリフト160 (改)
アルバム『another sky』のリードトラック。アルバムの発売2ヶ月前にリリースされた本作に先行収録された。